# Dogliani
Dogliani es una localidad y comune italiana de la provincia de Cuneo, región de Piamonte, con 4.800 habitantes. Está ubicada a 60 kilómetros de Turín y a 35 de Cuneo. Dogliani limita con las comunas de Belvedere Langhe, Bonvicino, Bossolasco, Cissone, Farigliano, Lequio Tanaro, Monchiero, Monforte d'Alba, Roddino y Somano. 

## Evolución demográfica
| Gráfica de evolución demográfica de Dogliani entre 1861 y 2001 |
|                                                                |
| Fuente ISTAT - elaboración gráfica de Wikipedia                |

## Principales atracciones
- Iglesia Parroquial de Santi Quirico y San Paolo (1869), diseñada por el arquitecto G.B. Schellino
- Iglesia de la Confraternita dei Battuti, construida en el siglo XVIII
- Ospedale Civico
- Iglesia de San Lorenzo, de estilo neogótico
- Iglesia de la Inmaculada Concepción.
- Cementerio municipal
- Porta Soprana, un portal construido en la Edad Media.
- Torre Cívica